# Liza Van der Stock
Liza Van der Stock (°15 februari 1991) is een Belgische fotografe. In 2015 behaalde ze een Master in de Sociologie aan de Universiteit Gent en in 2016 een Master in de Fotografie aan de Koninklijke Academie voor Schone Kunsten van Gent. Liza Van der Stock startte in 2017 een doctoraat in de Kunsten aan de Universiteit Antwerpen en de Koninklijke Academie voor Schone Kunsten van Antwerpen.
Van der Stock behaalde in 2015 de derde plaats op de Sony World Photography Awards met de reeks Paradi$e Lu$t, een reportage over een  Nederlands koppel dat in hun huis in de Belgische stad Geel pornofilms draait op de benedenverdieping, terwijl ze op de eerste verdieping hun dochter opvoeden.
In 2014 won Van der Stock in Londen de Freedom to Love-award met haar reeks "Sisters! Brothers!" over sekswerkers in Zanzibar.
Liza is de dochter van Prof. dr. Jan Van der Stock en Prof. dr. Christiane Timmerman.